# Nick Borgen

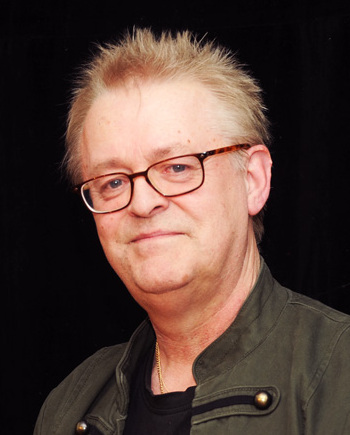
Nick Borgen

Nick Borgen eigentlich Nils Thore Borgen (* 15. Januar 1952) ist ein norwegischer Dansband-Sänger.
Seit dem 17. Lebensjahr lebt Nick Borgen in Schweden, dort begann er seine Laufbahn als Musiker. Seine Lieder sind oft dem Sport gewidmet, wie die Hymne We Are All the Winners, seinem Beitrag beim Melodifestivalen 1993, mit welchem er den zweiten Platz gewinnen konnte. Für die Olympischen Winterspiele 1994 in Lillehammer, Norwegen, während denen die schwedische Eishockeymannschaft den Titel gewann, verfasste er das Lied Vi gjorde rätt. Vor der Eishockey-Weltmeisterschaft 1995 schrieb er den offiziellen Musiktitel der schwedischen Eishockeynationalmannschaft, Den glider in. Nick Borgen verlegte sich ab 2004 auf Pop- und Rockmusik.

## Bekannteste Lieder
- We Are All the Winners (1993)
- Vi gjorde rätt (1994)
- Den glider in (1995)

| Personendaten    | Personendaten                        |
| ---------------- | ------------------------------------ |
| NAME             | Borgen, Nick                         |
| ALTERNATIVNAMEN  | Borgen, Nils Thore (wirklicher Name) |
| KURZBESCHREIBUNG | norwegischer Dansband-Sänger         |
| GEBURTSDATUM     | 15. Januar 1952                      |